# Katastárion
Katastárion (Katastari) är en ort i Grekland.   Den ligger i prefekturen Nomós Zakýnthou och regionen Joniska öarna, i den sydvästra delen av landet, 260 km väster om huvudstaden Aten. Katastárion ligger 161 meter över havet och antalet invånare är 1 378. Den ligger på ön Zakynthos.
Terrängen runt Katastárion är kuperad åt sydväst, men åt nordost är den platt. Havet är nära Katastárion åt nordost. Runt Katastárion är det ganska tätbefolkat, med 78 invånare per kvadratkilometer. Närmaste större samhälle är Zákynthos, 13,3 km öster om Katastárion. Trakten runt Katastárion består till största delen av jordbruksmark.